# 布尔哈拉
布尔哈拉（羅馬化：Burkhala）是俄罗斯马加丹州的市级镇，属亚戈德诺耶区，地处马加丹州西部，位于区行政中心亚戈德诺耶及州府马加丹西北方。R504公路（科雷马公路）穿过该地，在该村东北3公里处跨越科雷马河一支流杰宾河。
镇名来自当地的埃文语；1956年设市级镇。该地2021年人口有111人；2010年人口272；2002年人口571；1989年人口1,827。